# Kolonistenkäfer
Die Kolonistenkäfer (Coloninae) sind eine Unterfamilie der Käfer aus der Familie Leiodidae. Sie besteht aus den Gattungen Colon, die weltweit mit mehr als 150 Arten vertreten ist, und Colonellus.

## Merkmale
Die Kolonistenkäfer sind kleine, längliche bis ovale Käfer. Sie besitzen elfgliedrige Fühler mit einer viergliedrigen, verdickten Fühlerkeule. Bei einigen Arten sind die Hinterschenkel mit Zähnen oder Dornen bewehrt.

## Verbreitung
Die Kolonistenkäfer sind weltweit verbreitet. Die Unterfamilie ist aus den Tropen Afrikas und Asiens bekannt, in den tropischen Breiten der Neuen Welt wurde bisher nur eine Art gefunden. Lediglich vier Arten kommen in Chile und Argentinien vor, eine wurde in Mittelamerika entdeckt. Rund 40 Arten gibt es in den USA und Kanada, ebenso viele in Europa. Ein Teil dieser Arten ist holarktisch verbreitet. Auch in Australien und Neuseeland gibt es Vertreter der Gattung Colon. In Asien reicht das Verbreitungsgebiet bis Taiwan, Korea, Japan und die Ryūkyū-Inseln.

## Lebensweise
Der deutschsprachige Name Kolonistenkäfer wird damit in Zusammenhang gebracht, dass die Käfer zu bestimmten Zeiten an kleinen Waldlichtungen und mit Gras und Moos bewachsenen Plätzen in ansehnlicher Zahl zu finden sind. Sie zeigen sich nur in der Dämmerung, bevor der Tau fällt, oberirdisch. Tagsüber ziehen sie sich in die oberen Bodenschichten in humusreiche Erde oder in Baumstümpfe und unter die Borke zurück. Sie ernähren sich von Pilzmyzelien an den Graswurzeln oder von Faulstoffen. Über die Lebensweise der einzelnen Arten, die Brutbiologie und Larvalentwicklung ist wenig bekannt.

## Systematik und Taxonomie
Wegen der großen Anzahl von Arten wird die Gattung Colon in neun Untergattungen unterteilt. Die Gattung Colonellus hat zwei Untergattungen.
Europäische Untergattungen und Arten der Gattung Colon
Untergattung Colon (Colon)
- Colon (Colon) bidentatum
- Colon (Colon) politum
- Colon (Colon) puncticolle
- Colon (Colon) serripes
- Colon (Colon) viennense

Untergattung Colon (Eurycolon)
- Colon (Eurycolon) arcticum
- Colon (Eurycolon) brundini
- Colon (Eurycolon) lableri
- Colon (Eurycolon) latum
- Colon (Eurycolon) pseudolatum
- Colon (Eurycolon) rufescens

Untergattung Colon (Myloechus)
- Colon (Myloechus) affine
- Colon (Myloechus) angulare
- Colon (Myloechus) appendiculatum
- Colon (Myloechus) armipes
- Colon (Myloechus) barcelonicum
- Colon (Myloechus) barnevillei
- Colon (Myloechus) beszedesi
- Colon (Myloechus) brunneum
- Colon (Myloechus) calcaratum
- Colon (Myloechus) claviger
- Colon (Myloechus) curvipes
- Colon (Myloechus) delarouzei
- Colon (Myloechus) dentipes
- Colon (Myloechus) distinctipes
- Colon (Myloechus) emarginatum
- Colon (Myloechus) fuscicorne
- Colon (Myloechus) griseum
- Colon (Myloechus) longitarse
- Colon (Myloechus) moreanum
- Colon (Myloechus) murinum
- Colon (Myloechus) pubescens
- Colon (Myloechus) puncticeps
- Colon (Myloechus) purkynei
- Colon (Myloechus) robustum
- Colon (Myloechus) sekerae
- Colon (Myloechus) sinuatipes
- Colon (Myloechus) stolzi
- Colon (Myloechus) subcurvipes
- Colon (Myloechus) troglocerum
- Colon (Myloechus) zebei